# Pica (geslacht)
Pica is een geslacht van zangvogels uit de familie kraaien (Corvidae), die zowel in de Nieuwe als in de Oude Wereld voorkomen. 

## Kenmerken
Alle soorten binnen het geslacht hebben een lange staart en een bont verenkleed. Er werd aangenomen dat ze nauw verwant waren aan blauwe en groene eksterachtigen uit Azië, onderzoek heeft echter uitgewezen dat de naaste verwanten de kraaien zijn.

## Taxonomie
De asirekster (P. asirensis), zwartrugekster (P. bottanensis), maghrebekster (Pica mauritanica) en oosterse ekster (P. serica) werden eerst nog als ondersoorten beschouwd, maar zijn volgens in 2017 gepubliceerd onderzoek te beschouwen als aparte soorten.
Het geslacht telt in totaal zeven soorten:
- Pica asirensis  –  Asirekster
- Pica bottanensis  –  Zwartrugekster
- Pica hudsonia  –  Amerikaanse ekster
- Pica mauritanica  –  Maghrebekster
- Pica nuttalli  –  Geelsnavelekster
- Pica pica  –  Ekster
- Pica serica  –  Oosterse ekster